# Vilariño (Río)
Vilariño (llamada oficialmente Vilariño dos Palleiros)  es una aldeaactualmente despoblada, situada en la parroquia de Castrelo, del municipio español de Río, en la provincia de Orense, Galicia.

## Demografía
| Gráfica de evolución demográfica de Vilariño entre 2000 y 2023 |
|                                                                |
| Datos según el nomenclátor publicado por el INE.               |